# Neobenthamia gracilis
Neobenthamia gracilis är en orkidéart som beskrevs av Robert Allen Rolfe. Neobenthamia gracilis ingår i släktet Neobenthamia och familjen orkidéer. Inga underarter finns listade i Catalogue of Life.

## Bilder

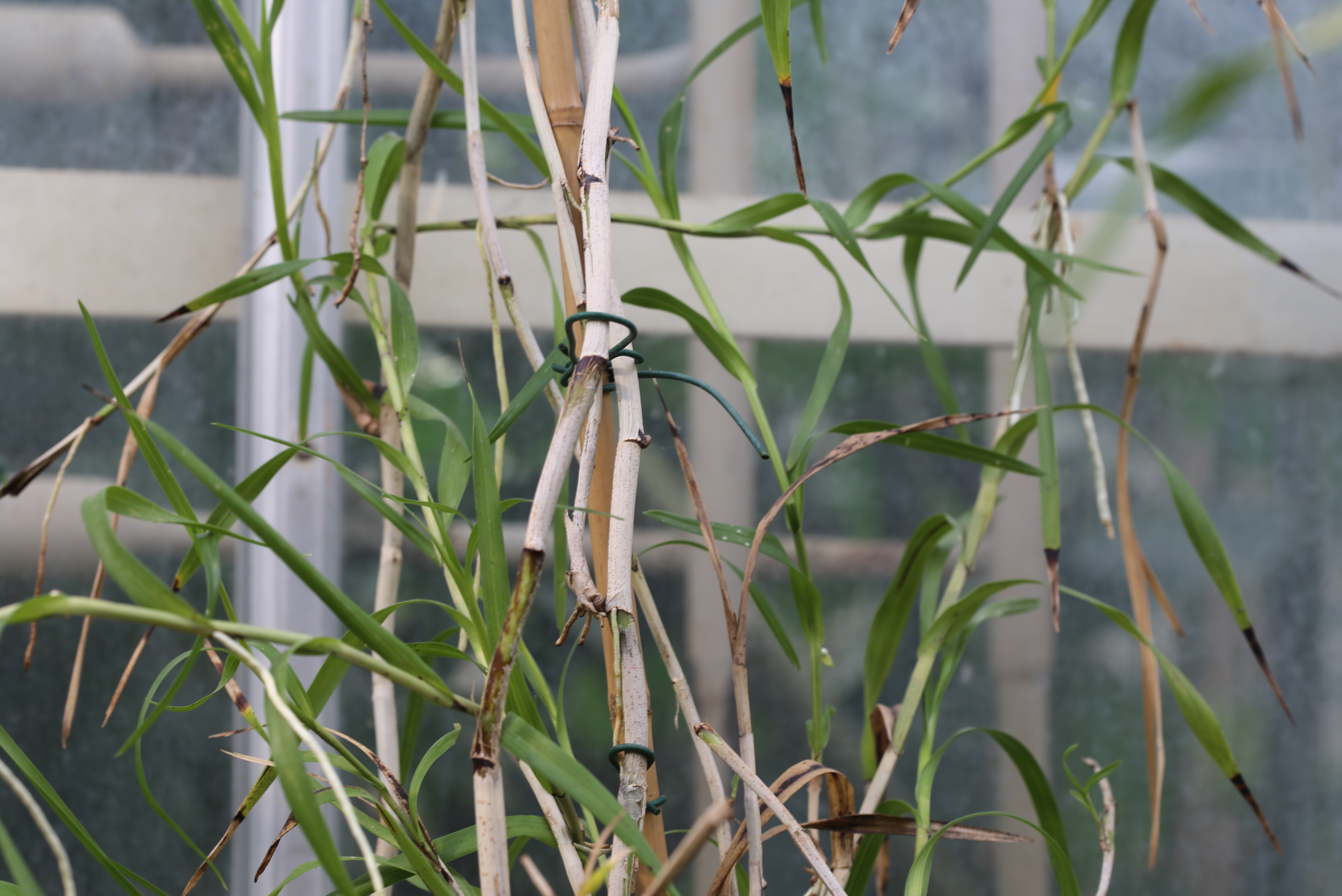
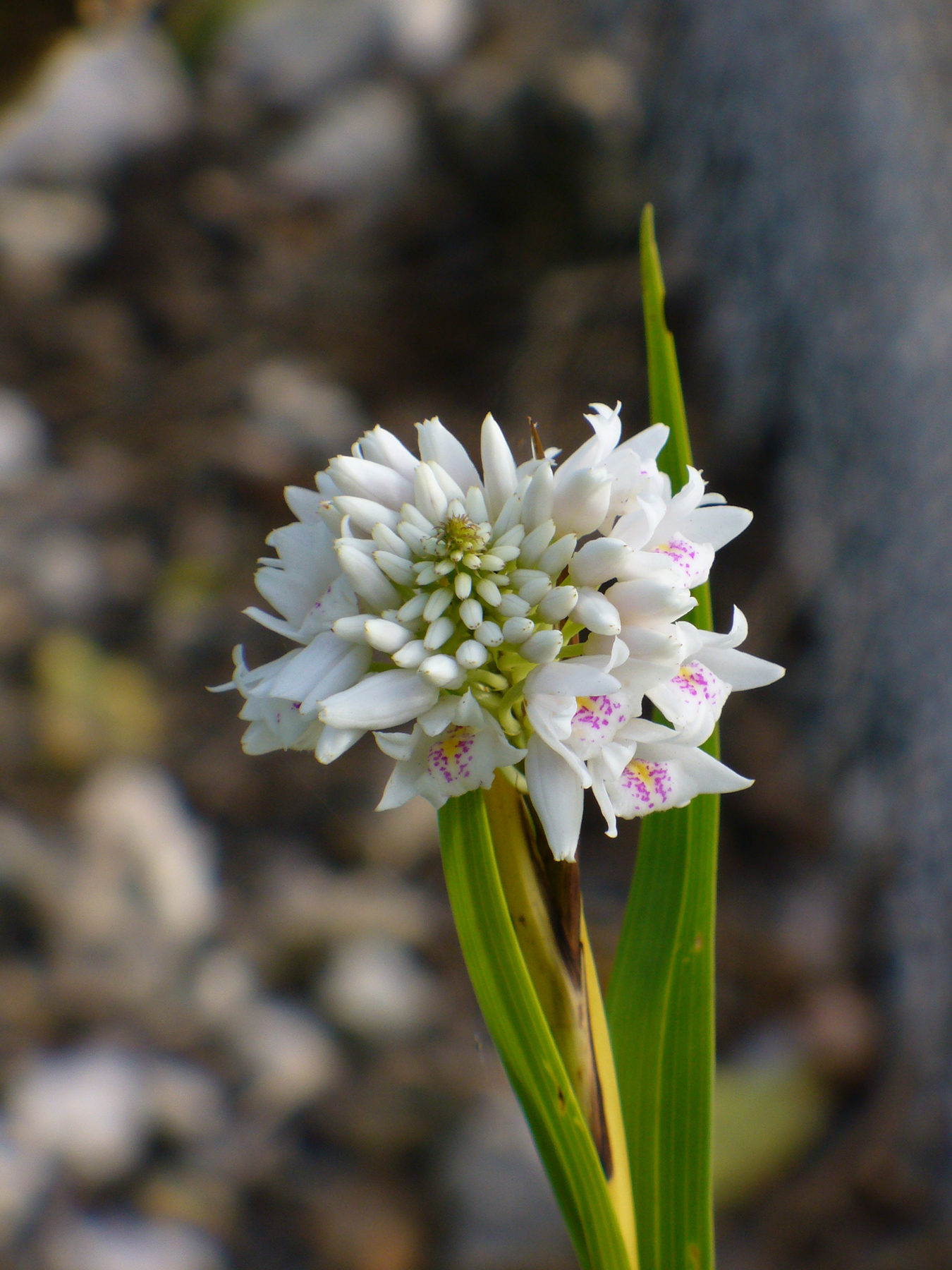
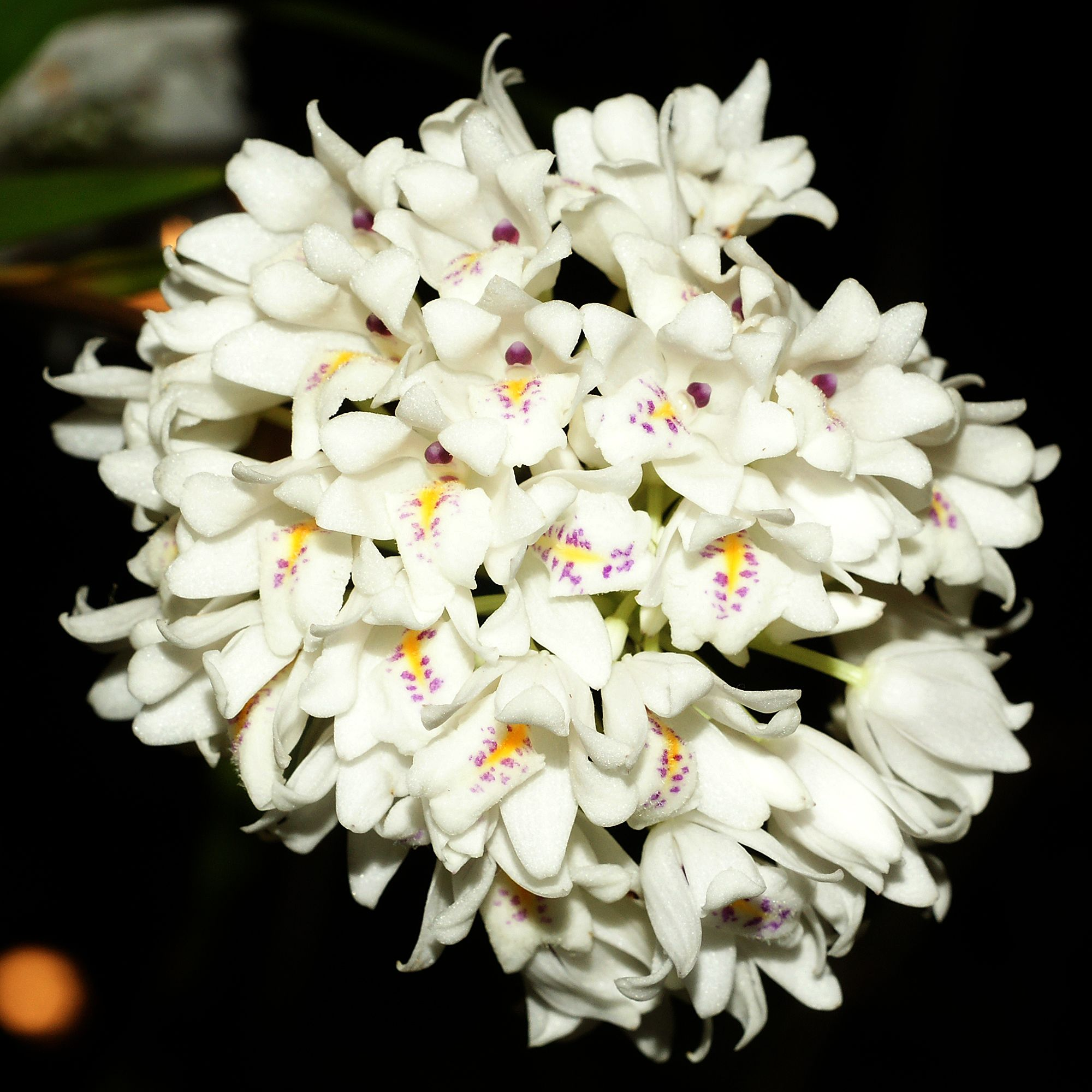
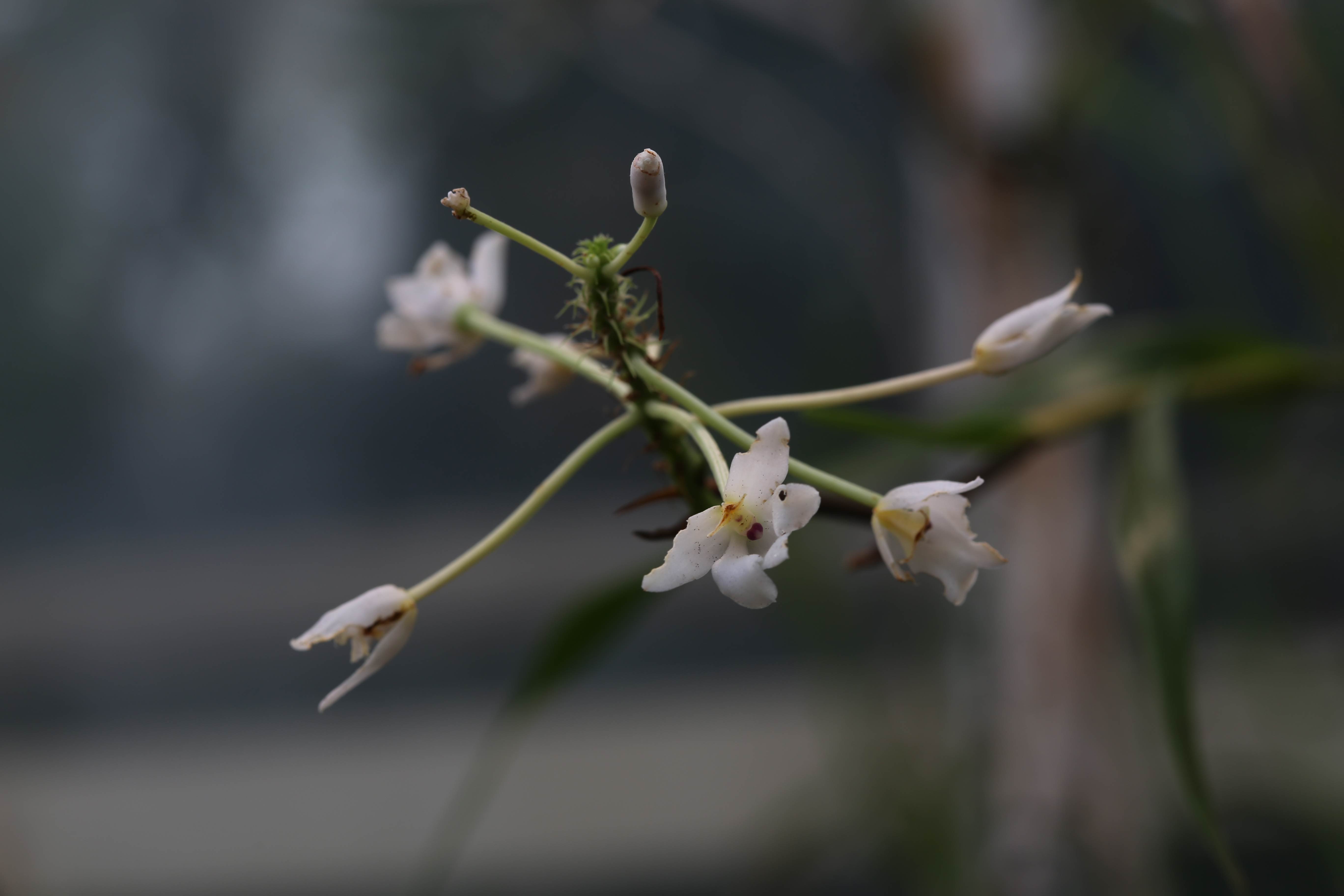
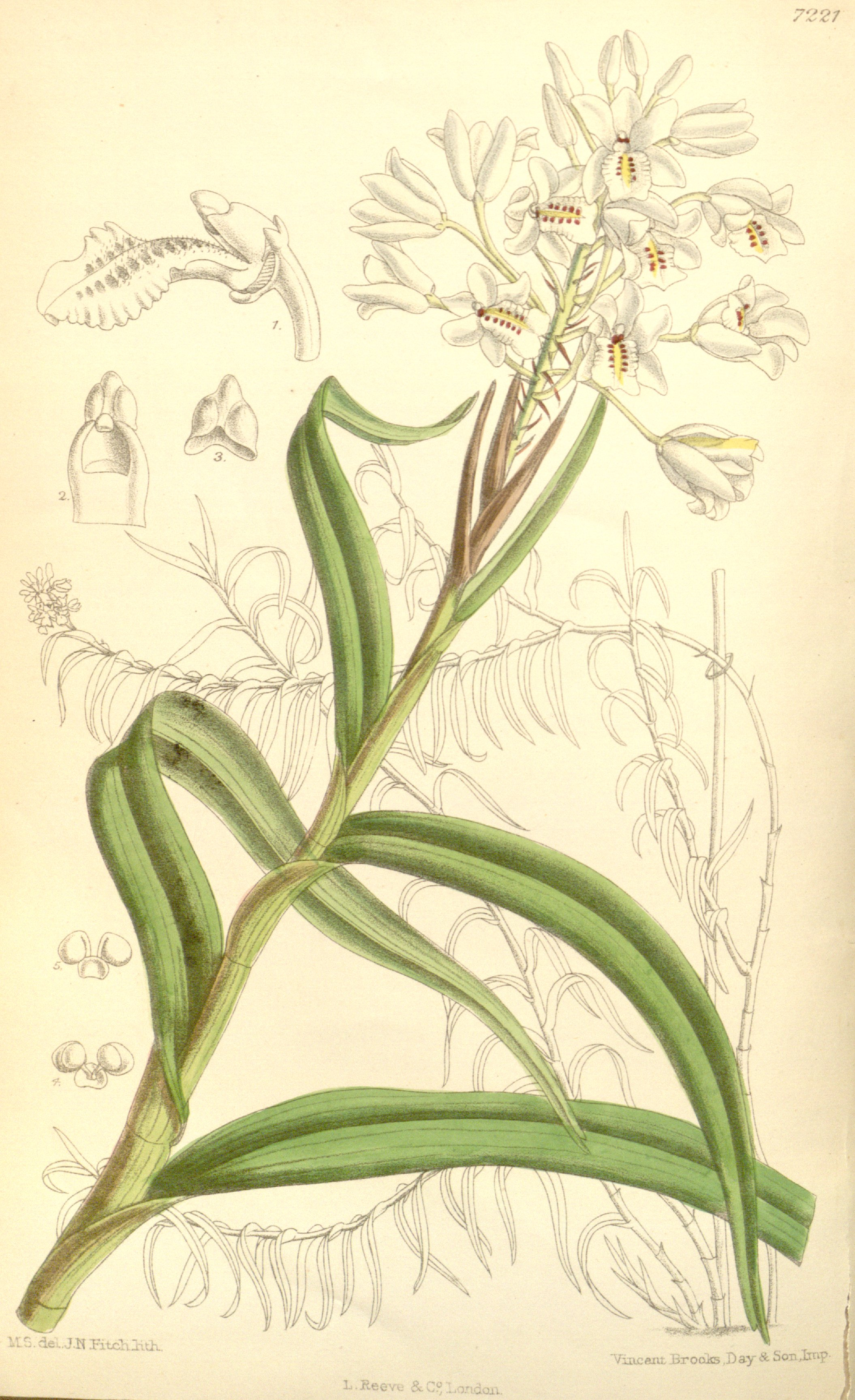